# Tadeusz Kozak
Tadeusz Kozak (ur. w 1924 w Zakopanem, zm. 23 stycznia 2009) – polski narciarz, startujący w skokach narciarskich  i narciarstwie alpejskim, z zawodu lekarz.

## Życiorys
Był zawodnikiem klubów: TS Wisła Zakopane (1946-1950), Gwardia Zakopane (1951) oraz AZS Zakopane (1952-1954). Jeszcze w okresie międzywojennym startował w zawodach w skokach, kombinacji norweskiej oraz konkurencjach alpejskich. Podczas II wojny światowej był pracownikiem kolei linowej na Kasprowy Wierch.
Jego największe sukcesy sportowe przypadły na lata 1946-1954. Był dwukrotnym brązowym medalistą Mistrzostw Polski w skokach narciarskich: w 1946 roku (4. w konkursie) oraz w 1950 roku (oba konkursy rozgrywano na Wielkiej Krokwi). Ponadto w 1948 roku został akademickim mistrzem Polski w skokach narciarskich. W konkurencjach alpejskich, na mistrzostwach kraju w 1950 roku zajął trzecie miejsce w slalomie (choć formalnie powinien być drugi po dyskwalifikacji Jana Pawlicy).
Jego karierę sportową przerwał upadek na skoczni, w wyniku którego doznał urazu obu stawów biodrowych. Poświęcił się studiom medycznym, na Uniwersytecie Jagiellońskim, które ukończył w 1964 roku z tytułem doktora medycyny. Wyjechał na stypendium do Wiednia, a następnie przeniósł się do Szwajcarii, by ostatecznie osiąść w Düsseldorfie, gdzie otworzył własną klinikę. Często odwiedzał rodzinne Zakopane i Tatry, biorąc udział m.in. w obchodach 50-lecia AZS Zakopane (1999).
Został pochowany na zakopiańskim Nowym Cmentarzu (kw. K3-4-8).

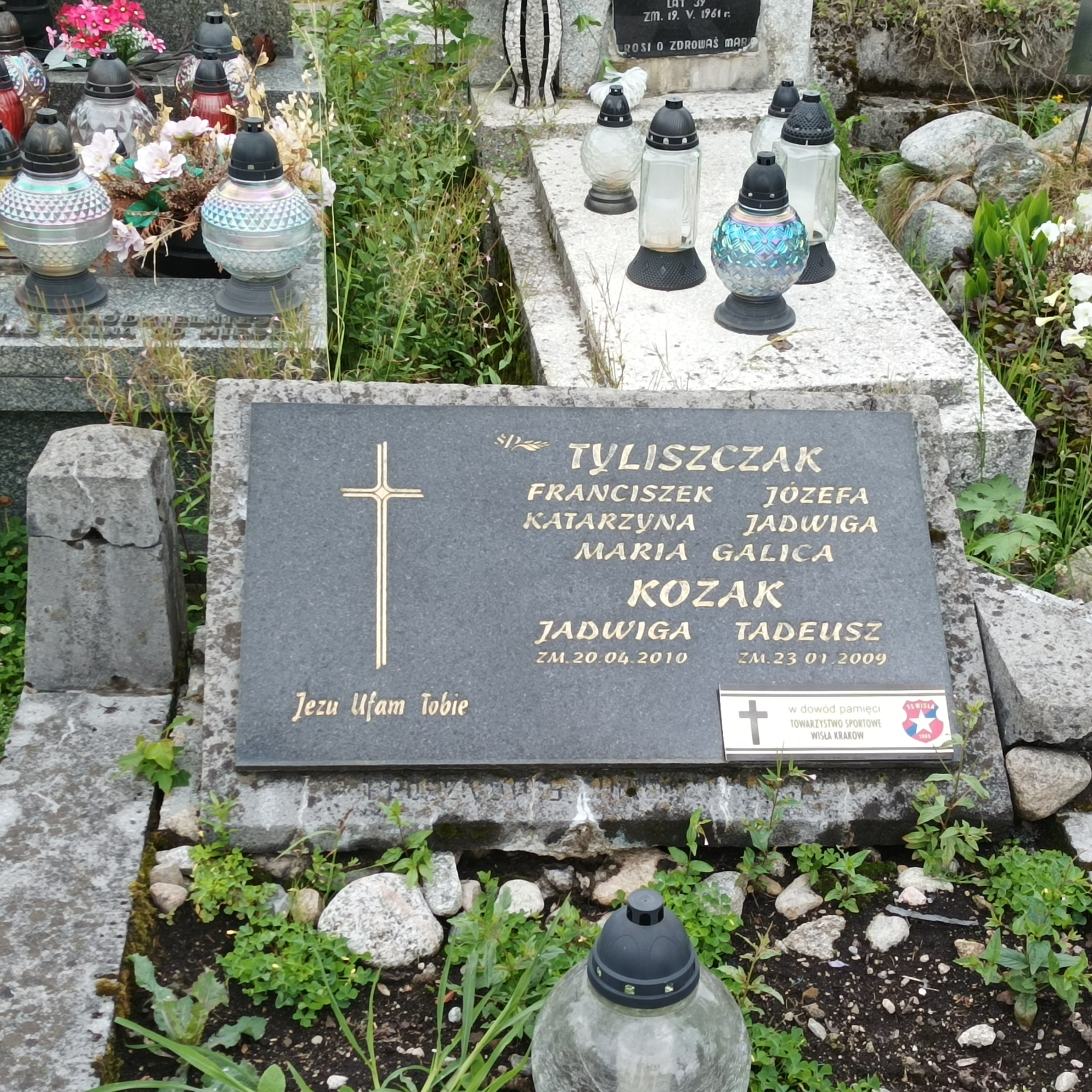
Grób Tadeusza Kozaka na Nowym Cmentarzu w Zakopanem